# Annulares aspoecki
Annulares aspoecki is een insect uit de familie van de mierenleeuwen (Myrmeleontidae), die tot de orde netvleugeligen (Neuroptera) behoort. 
Annulares aspoecki is voor het eerst wetenschappelijk beschreven door Mansell in 2004.